# Christian Mager
Christian Mager (* 8. April 1992 in Darmstadt) ist ein deutscher Radrennfahrer.

## Karriere
Christian Mager wurde 2010 auf den siebten Gesamtrang der Niedersachsen-Rundfahrt der Junioren und wurde Gesamtsechster der Mainfranken-Tour. 2011 wechselte er zum Team Heizomat. In seinem ersten Jahr gelang ihm ein Etappensieg bei der Tour de Berlin, wodurch er auch den vierten Rang in der Gesamtwertung belegte. Anfang 2013 ging Mager zum Team Stölting. 2015 erreichte er einen fünften Platz auf einer Etappe der Luxemburg-Rundfahrt. Bei der Tour des Fjords 2016 in Norwegen wurde er Dritter auf einer Etappe, Zweiter in der Bergwertung und Achter in der Gesamtwertung.
Von Mitte Februar bis Ende Mai 2017 fuhr er für das Team Sauerland NRW p/b Henly & Partners und anschließend bis zum Ende des Jahres für Hrinkow Advarics Cycleang. Bei der Tour of Szeklerland in Rumänien gewann er die erste Etappe und übernahm dadurch die Gesamtführung. In der Endabrechnung wurde Mager Zweiter hinter seinem Teamkollegen Patrick Bosman.
Anfang Oktober 2017 gab Mager bekannt, sich mehr auf seinen Job zu konzentrieren, da er keinen Vertrag bei einem höherklassigen Radsportteam bekam, aber Radrennen für das Herrmann Radteam ab 2018 zu bestreiten. Seitdem nimmt er nur noch an Rennen des nationalen Kalenders teil.

## Erfolge
2011
- eine Etappe Tour de Berlin

2017
- eine Etappe Tour du Maroc[5]
- eine Etappe und Punktewertung Tour of Szeklerland